# Mutter Courage und ihre Kinder (Verfilmung)
Schon 1947 entwickelte Bertolt Brecht Pläne, sein Antikriegsstück  Mutter Courage und ihre Kinder zu verfilmen. Das 1938/39 im schwedischen Exil verfasste Drama spielt im Dreißigjährigen Krieg: Die Marketenderin Mutter Courage versucht, ihr Geschäft mit dem Krieg zu machen, und verliert dabei ihre drei Kinder. 
Trotz verschiedener gescheiterter Versuche, das Stück publikumswirksam zu verfilmen, wollte Brecht von Anfang an einen Film, der seinem Konzept des epischen Theaters folgt und die Aufführung des Berliner Ensembles dokumentiert. Er wehrte sich mit allen Mitteln gegen die Absichten der DDR-Regierung und der DEFA, die einen opulenten Historienfilm mit internationalen Stars gestalten wollten, und legte sich dabei auch mit der großen Politik an. Brecht wollte auch im Kino nicht durch Identifikation und große Gefühle das Publikum erreichen, sondern durch Nachdenken aus der Distanz heraus. Um diese Distanz des Betrachters zu erreichen, entwickelte er auch für den Film spezielle Verfremdungseffekte. 
Von der DEFA wurde das Drama erst 1961 nach Brechts Tod unter der Regie von Manfred Wekwerth und Peter Palitzsch im Stil der Berliner Inszenierung verfilmt (siehe Mutter Courage und ihre Kinder).

## Die Aufführung des Berliner Ensembles als Muster für die Verfilmung

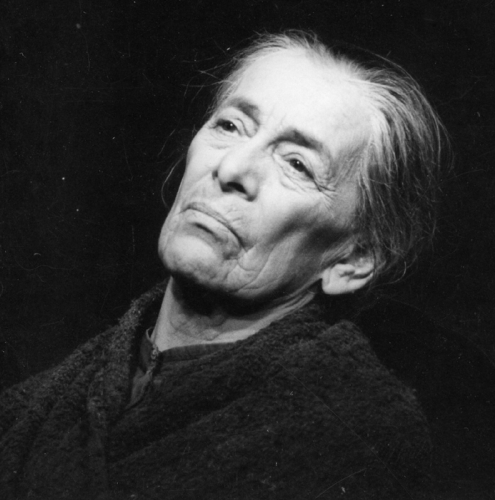
Helene Weigel 1967

Trotz des großen Publikumserfolgs stellte die Berliner Inszenierung von Anfang an kulturpolitische Konzepte der DDR in Frage. Die DDR-Kulturpolitik erwartete proletarische Helden, positive Vorbilder, mit denen das Publikum sich identifizieren konnte. Brecht dagegen zeigte das Scheitern der Mutter Courage. Nicht die Figuren auf der Bühne wiesen den richtigen Weg, sondern das Publikum sollte aus ihren Fehlern lernen.
Der junge Mitarbeiter Brechts Manfred Wekwerth, später Regisseur der Verfilmung, kommentiert Brechts Bemühungen um das proletarische Publikum so: Noch vor der Premiere „bestand er darauf, eine Vor-Aufführung vor Fabrikarbeitern zu machen. … Er sprach nach der Aufführung mit ihnen. Die Arbeiter hatten bei der für sie ungewohnten Aufführung viele Fragen, Kritiken, es gab auch schroffe Ablehnung und Unverständnis. Brecht beantwortete alles mit großer Geduld. … Das war ja das Publikum für das Brecht mit Vorliebe schrieb oder schreiben wollte.“
Am 11. Januar 1949 fand die Premiere mit großem Erfolg statt. Aus der Berliner Inszenierung ließ Brecht das „Couragemodell“ entwickeln, eine Sammlung von Fotos von Ruth Berlau und Hainer Hill, Regieanweisungen und Kommentaren, die als Muster für alle weiteren Aufführungen – auch an anderen Theatern – dienen sollte. Dieses Modell zeigt auch die Linie, die Brecht in Bezug auf eine Verfilmung verfolgen wollte.

## Verfilmungen

### Frühe Pläne und Vorarbeiten

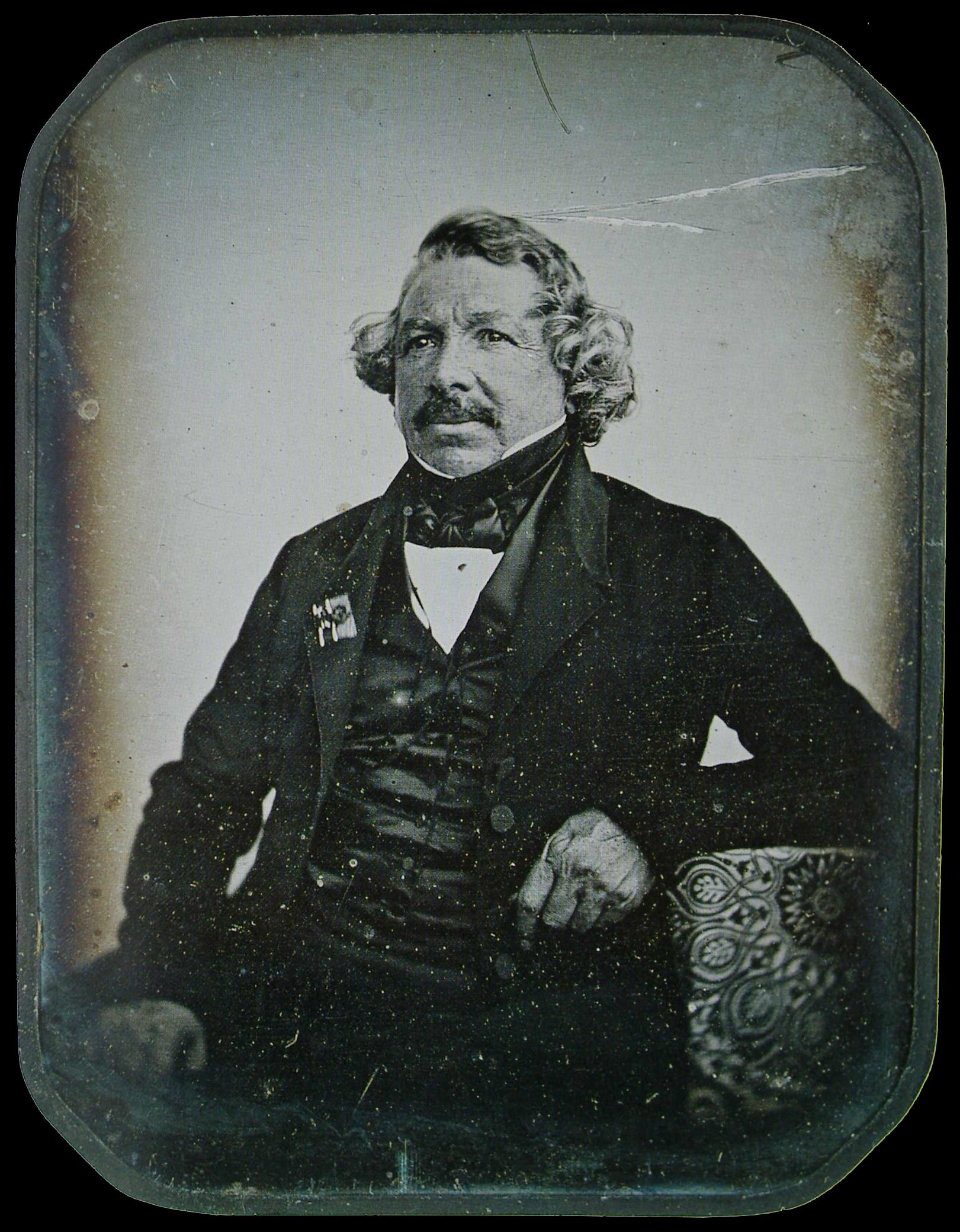
Louis Daguerre 1844, Daguerreotypie von Jean-Baptiste Sabatier-Blot (1801–1881), Vorbild für filmische Verfremdung

Bereits 1947 nahm Emil Burri Kontakt mit Brecht wegen der Verfilmung des Leben des Galilei auf. Brecht schlug in einem Brief aus Santa Monica vom September 1947 ohne Begründung alternativ die Mutter Courage als Filmstoff vor. Einen ersten Drehbuchentwurf von Robert Adolf Stemmle lehnte Brecht im September 1949 ab. Schon früh suchte Brecht nach Möglichkeiten, wie er sein Konzept des epischen Theaters auf den Film übertragen könnte, „das Naturalistische ausschalten“ kann. Eine technische Idee Brechts war, eine daguerreotypenhafte Fotografie anzustreben und analog zu seinen Bühnenbildern nur sparsam zu dekorieren.
Anfang 1950 übernahmen Alexander Graf Stenbock-Fermor und Joachim Barckhausen den Auftrag, ein Drehbuch zu entwickeln. Es kam zu verschiedenen Beratungen mit Brecht. Die Regie soll Erich Engel übernehmen. Es existiert ein Typoskript über den Inhalt des geplanten Films mit handschriftlichen Anmerkungen von Brecht und anderen. Neben einigen kleinen Veränderungen fällt zunächst die neue Figur des Müllers ins Auge, der zum Liebhaber Kattrins wird und ihr eine alternative Lebensmöglichkeit bietet. Deutlicher herausgearbeitet werden auch die großen und kleinen Geschäfte zwischen den Armeen, Eilif wird deutlich negativer als Räuber gezeichnet. Kattrin nimmt in der Skizze den Säugling mit in den Wagen und versteckt ihn dort, aber die Mutter lässt ihn einige Tage später verschwinden. Am Ende des Skripts nehmen empörte Bauern Rache für die ermordete Kattrin. Die Courage schleppt sich dennoch weiter den Truppen nach.
Im September 1950 schlug Brecht der DEFA Emil Burri als neuen Drehbuchautor vor. Gestritten wurde nun über das Ende des Films und über die Verstärkung der positiven Perspektiven. Brecht stellte daraufhin in einem kurzen Exposé mit dem Titel „Wie muss die Mutter Courage verfilmt werden?“ einen positiveren Schluss in Aussicht:
„Der Schluß des Stücks, der im Film verstärkt werden soll, zeigt, wie eines ihrer Kinder, die stumme Kattrin, gegen den Krieg rebellisch wird und die bedrohte Stadt Halle rettet. Im Film wird man sehen, wie ihr Beispiel die verelendeten Bauern dazu bringt, die plündernde Soldateska niederzukämpfen.“
Von Januar bis Juni 1951 erarbeitete Burri zu Brechts Zufriedenheit eine erste Fassung des Drehbuchs, die nicht erhalten ist. Der Drehbeginn scheiterte jetzt an Erich Engel, der im Westen engagiert war. Burri begann mit der Arbeit an der zweiten Fassung des Drehbuchs, unterstützt von Brecht und dem Regisseur Wolfgang Staudte. Am 18. Februar 1952 hatte Burri eine zweite Fassung des Drehbuchs abgeschlossen, aber die Konflikte blieben bestehen. Obwohl die Courage deutlich negativer gezeichnet worden war und revolutionäre Ansätze mit der Figur des Müllers und den aufständischen Bauern eingeführt worden waren, monierte die DEFA weiterhin rein pazifistische Tendenzen und die unzureichende Widerlegung des Glaubenskriegs. Erich Engel zog sich wegen der Streitigkeiten zurück.
Im Juni 1952 war eine weitere Fassung des Drehbuchs abgeschlossen, aber die DEFA zögerte. Brecht ging immer mehr auf Konfrontationskurs zur DEFA und beschwerte sich massiv bei DDR-Kulturfunktionären über die Behandlung seiner Person und des Projekts, zuletzt im Mai 1954 bei Kulturminister Johannes R. Becher. Schließlich kam es im November 1954 doch zum Vertragsabschluss. Brecht erhielt 10.000 US-Dollar und 20.000 DM für die Weltfilmrechte, Mitspracherecht bei Besetzung und Inhalt und übernahm die Aufgabe, benötigte Dialoge zu schreiben. Helene Weigel wurde die Rolle der Mutter zugesichert.
Grundlegende Konflikte blieben aber bestehen, etwa in Bezug auf das Drehbuch, dessen Anpassungstendenz an herrschende ästhetische Vorstellungen der DDR Brecht nicht gefallen haben dürften. „Auffallend sind die fast propagandistischen Sequenzen wie der Bauernsieg, die sich mit Brechts Konzeption des Stückes nicht decken. Auch die direkte Darstellung des Krieges, die immer wieder in Bildern von Leichen und zerstörten Landstrichen zum Ausdruck kommt, lässt sich kaum mit Brechts Vorstellung von ‚dünnsten und sparsamsten Bildern‘ in Einklang bringen.“

### Wolfgang Staudtes gescheitertes Projekt

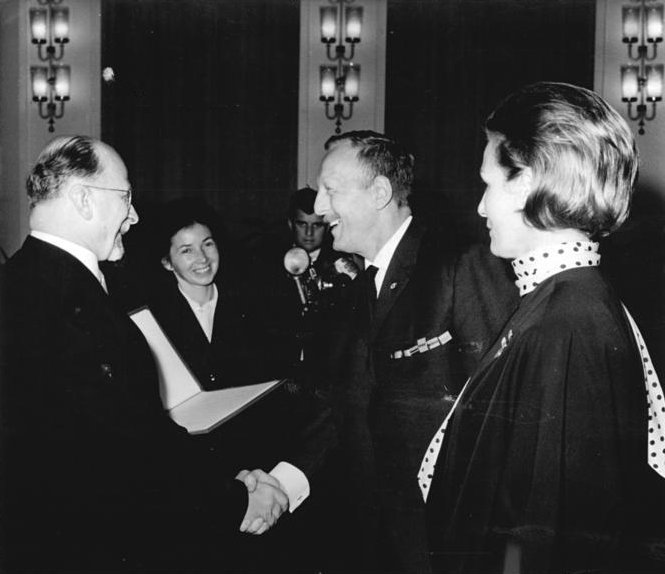
Erwin Geschonneck (Mitte) 1961 bei der Verleihung des Nationalpreises durch Walter Ulbricht

Am 18. August 1955 begannen die Dreharbeiten unter der Regie von Wolfgang Staudte. Auch hier lag Konfliktstoff in der Luft: Staudtes sehr auf Emotionen ausgerichteten Erfolgsfilme passten wenig zu Brechts puristischen Ideen. Joachim Lang kommentiert: „Staudte galt zu dieser Zeit durch Filme wie ‚Die Mörder sind unter uns‘ ‚Rotation‘ und ‚Der Untertan‘ als einer der bedeutendsten Regisseure in Deutschland. Diese Arbeiten stehen mit ihrer expressiven, effektvollen und suggestiven Bildersprache von vornherein im Gegensatz zu Brechts Vorstellungen.“
Die DEFA „war entschlossen, aus ‚Mutter Courage‘ einen ‚Großfilm‘ zu machen, und stellte einen auch für östliche Staatsfilmbetriebe enormen Etat bereit: drei Millionen Mark (…), für die Rollen des Lagerliebchens Yvette und des Küchenbullen engagierte die Defa die französischen Stars Simone Signoret (Gage: 120 000 Mark) und Bernard Blier (80 000 Mark).“
Wolfgang Staudte erinnert sich, er habe als Bedingung für seine Regiearbeit gestellt, Brecht dürfe das Studio nicht betreten, weil er die Schwierigkeiten der Zusammenarbeit gekannt habe.
„Dann habe ich mit Brecht zusammen ein neues Drehbuch geschrieben, und wir haben uns dabei blendend verstanden. (…) Aber dann kamen schon die ersten Konflikte. Ich wollte einen richtigen internationalen Film machen, in Cinemascope und Farbe, mit großer Besetzung. Das paßte Brecht nicht. Da konnte ich mich nicht durchsetzen. So wurde die Signoret engagiert für die Rolle der Lagerhure, die Weigel für die Mutter, Geschonneck als Feldprediger, Blier als Koch usw. Mit unheimlicher Akribie haben wir Probeaufnahmen gemacht, die Ausstattung wurde mit viel Überlegung entwickelt. Herrliche Kostüme wurden entworfen, ein großartiges Szenenbild (Oskar Pietsch) verwirklicht – die Vorbereitungen dauerten fast ein Jahr.“
Es kam dennoch zur Katastrophe, Brecht begann die Arbeit zu torpedieren, deckte „den Defa-Stab mit einer Unmenge telephonischer Ratschläge und handgekritzelter Verbesserungsvorschläge ein. Helene Weigel forderte Drehpause für jeden Tag, an dem sie in Ostberlin auf der Theaterbühne auftreten mußte, mäkelte ständig an den Filmkostümen herum und konnte sich nicht damit abfinden, daß Staudte der von der Signoret gespielten Yvette-Rolle wesentlich mehr Raum gab, als die Bühnenfassung vorsah.“
Brecht – so Staudte – habe zuletzt im Studio getobt, schließlich habe er die Genehmigung für die Verfilmung zurückgezogen. Später will Staudte erfahren haben, dass ein Mitarbeiter Brechts die Komparserie für eine Verfilmung von Zar und Zimmermann, die im Studio bei der Courage-Verfilmung zusah, gesehen und für die Komparsen des Stückes gehalten habe. Daraufhin habe Brecht sein Veto eingelegt und durchgesetzt, indem die Weigel sich geweigert habe, den Vertrag zu unterschreiben. Etwa 30 % des Filmes seien bereits fertig gewesen. Das bereits abgedrehte Filmmaterial wurde – einer von Oskar Pietsch erzählten Anekdote zufolge – später in der DDR zu Haar-Kämmen verarbeitet und somit für die Nachwelt zerstört. Einzig die Szenenenbild- und Kostümentwürfe und ein paar Szenenfotos (welche die begonnenen Dreharbeiten belegen) aus Pietschs – im Besitz des Filmmuseums Potsdam befindlichen – Nachlass sowie Drehbücher und Schriftverkehr scheinen erhalten zu sein.
Wirklicher Grund für den Konflikt – so der Regisseur Kurt Maetzig – sei gewesen, dass Brecht von Anfang an die Absicht gehabt habe, eine Dokumentation seiner Inszenierung zu drehen und nichts anderes. Konkrete Meinungsverschiedenheiten gab es von Anfang an: Brecht störte sowohl, dass eine Nachsynchronisierung erfolgen sollte und kein Originalton aufgenommen werden konnte. Brecht wollte Daguerreotypieoptik, Staudte Farbe. Requisiten sollten nach Brecht nur eingesetzt werden, wenn sie wirklich benötigt wurden. Auch die Rollenbesetzungen entsprachen zum Teil nicht Brechts Vorstellungen. Brechts „Überlegungen waren für Staudte reine Formspielereien. Er sah darin eine gewaltige Einschränkung seiner künstlerischen Ausdrucksmöglichkeiten. Ein solcher Film hätte seiner Ansicht nach nicht die Massenwirkung gehabt, die sich alle davon erhofften.“
Trotz persönlicher Intervention von SED-Chef Walter Ulbricht, der laut Spiegel eine Umbesetzung der Mutter Courage vorgeschlagen hat, hielt Brecht an seinem Standpunkt fest. Er sah sein Theaterkonzept gefährdet, dessen Durchsetzung er auch bei jeder anderen Aufführung mit Argusaugen überwachte. Aufführungsgenehmigungen erteilte er nur, wenn sich die Theater an seiner Berliner Modellaufführung orientierten.
Die DEFA versuchte nun eine Neubesetzung der Mutter Courage, konnte aber weder die Münchner Schauspielerin Therese Giehse, die sich nicht mit Brecht überwerfen wollte und der Brecht in einem Brief vom 5. Oktober 1955 abriet, noch Berta Drews gewinnen, die der Westberliner Kultursenator Professor Dr. Joachim Tiburtius nicht aus ihrem Vertrag am Schiller-Theater entließ. Staudte feuerte noch einen seiner Assistenten, den Brecht-Schüler Manfred Wekwerth, der versucht hatte, Brechts Interessen bei den Aufnahmen zu vertreten. Aufgrund von Terminschwierigkeiten wurde das Projekt schließlich eingestellt.

### DEFA-Film als Dokumentation der Theaterinszenierung

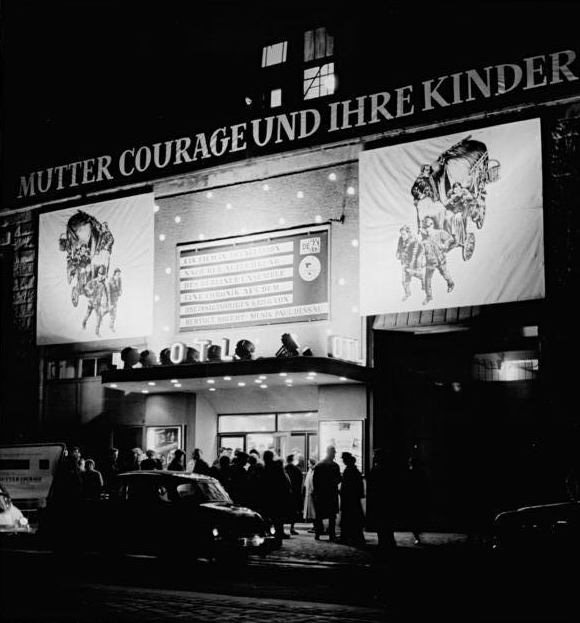
Uraufführung des DEFA-Films im Kino "Oranienburger Tor Lichtspiele" (OTL) in Berlin-Mitte am 10. Februar 1961

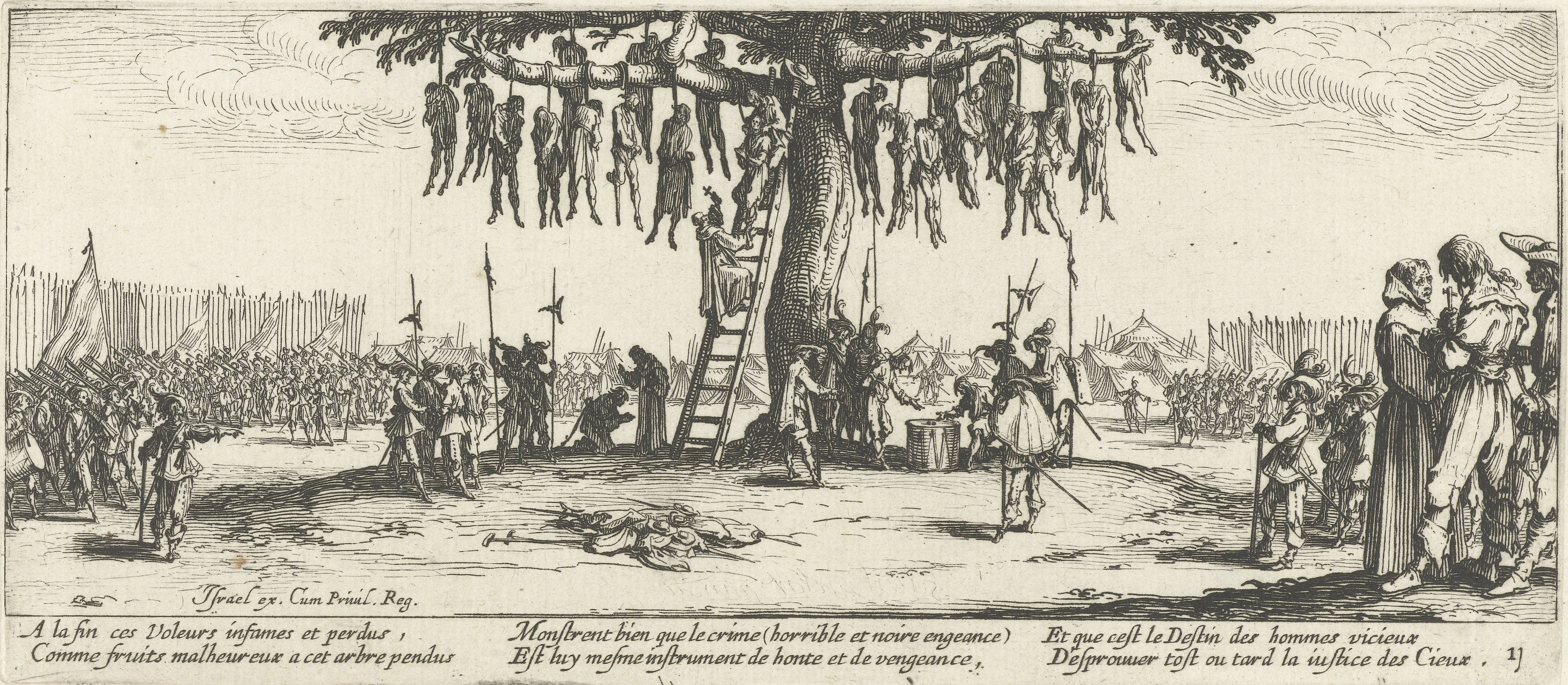
Jacques Callot 1633: Die Schrecken des Krieges; 11. Der Galgen; Einblendung in der Courage-Verfilmung

(Siehe auch: Mutter Courage und ihre Kinder)
1959 engagierte die DEFA Manfred Wekwerth erneut – in Zusammenarbeit mit einem anderen Mitglied des Berliner Ensembles, Peter Palitzsch, sollte er nun eine Verfilmung des Courage-Stoffes in Angriff nehmen. Wekwerth und Palitzsch bezeichneten ihr Projekt als „Dokumentarverfilmung nach der Aufführung des Berliner Ensembles“.
Die Ausgangssituation für Wekwerth und Palitzsch erschien günstig: Brecht hatte mit „Gastspielen in Paris den internationalen Durchbruch geschafft“ und sein Theater war „nicht mehr vergleichbaren Anfeindungen in der DDR wie Anfang der fünfziger Jahre ausgesetzt“. Zudem gab es bereits eine erfolgreiche DDR-Fernsehdokumentation einer Inszenierung von Brechts „Die Gewehre der Frau Carrar“ unter der Regie von Brecht-Mitarbeiter Egon Monk, die am 11. September 1953 gesendet worden war.
In Stummfilmen und in der Filmtechnik suchten sie nach Möglichkeiten, brechtsche Verfremdungseffekte filmisch umzusetzen und knüpften dabei an Überlegungen zu technischen Verfremdungsmöglichkeiten an, die Brecht bereits 1950 anstellte. Dabei setzten sie spezielle Techniken der Filmentwicklung ein, etwa Doppelbelichtung, Brauntönung, grobes Korn und harte Kontraste, noch verstärkt durch harte Beleuchtung, um den Chronikcharakter hervorzuheben. „Beruhigte Kamera“ und extreme Reduktion der Schnitte waren weitere Konzepte. Als analoges filmisches Mittel für die Projektion von Zwischentiteln auf den Vorhang im Theater reduzierten sie ab und an das filmische Breitwandformat, etwa bei den Songs, durch „den sogenannten Kasch (Verengung des Cinemascope-Formats durch seitliche Schiebeblenden)“.
Außerdem blendeten sie zwischen Szenen breitformatige Stahlstiche von Jacques Callot aus der Zeit des 30-jährigen Krieges ein. Sie vermieden Nahaufnahmen der Gesichter. Palitzsch begründete: „Großaufnahmen der Gesichter verleiten zum Mitleiden. Wir wollen aber, daß man mitdenkt.“ So wurde das Filmatelier zur Theaterbühne:
„Die Szenerie, die Bühnenarbeiter in der Südhalle der Filmatelierstadt Babelsberg errichtet hatten, ähnelte mehr einer Bühnendekoration als einer Filmkulisse. Der Boden war, wie es das Drehbuch vorschrieb, ‚bis zur deutlich markierten Horizontlinie mit grobem, hellem Rupfen ausgelegt‘, der gemalte Rundprospekt deutete eine Pappelallee an. Eine große Drehbühne bildete den Mittelpunkt der Spielfläche.“
Dennoch wurde nicht einfach die Inszenierung für den Film nachgestellt. Deutlich wird dies etwa an der filmischen Umsetzung der Szene um Tillys Tod: Während im Theater der Feldprediger von der für den Zuschauer unsichtbaren Bestattung Tillys berichtet und im Vordergrund die Courage Socken zählt und subversive Reden führt, setzt der Film den gleichen Kontrast filmisch um: „Das Begräbnis des Feldhauptmanns wird als Trauerzug im Regen inszeniert; im Vordergrund steht ein Landsknecht, der zu Ehren des Toten den Becher hebt.“ Der Film zeigt die Beerdigung, die Bühne beschreibt sie nur. Der gut gelaunte Landsknecht demonstriert seine Gleichgültigkeit gegenüber dem Schicksal der Großen gestisch. „Die ironische Verhöhnung erfolgt auf der Bühne durch das Wort, im Film durch das Bild.“
Kamera und Beleuchtung des Schwarz-Weiß-Films waren nüchtern und hart. Joachim Lang beschreibt die Kameraarbeit als kühl und dokumentarisch. „Der vom Dokumentarfilm kommende Kameramann Harry Bremer fotografierte die Courage sachlich, nüchtern. Dadurch wird Distanz zu den Vorgängen und der Titelfigur geschaffen, die trotz der vielen Opfer am Krieg verdienen will und zunehmend verhärtet. Bremer verwendet gleichmäßig starkes Licht, sodass jeder Eindruck einer Idylle schon im Ansatz beseitigt wird. Dabei verschwinden die Kontraste zunehmend. Menschen und Gegenstände verschmelzen, sie zerlumpen gleichermaßen.“
Wie im Theater der Blick des Zuschauers bleibt die Kamera meist auf Distanz, zeigt das Geschehen von außen und nicht aus der Perspektive einer der Figuren. Diese Übernahme der Theaterperspektive wird aber nicht immer eingehalten. In der 10. Szene singt eine Stimme aus einem Bauernhaus das Lied von der Bleibe: „Wohl denen, die ein Dach jetzt han/Wenn solche Schneewind wehen.“ Die Kamera versetzt den Zuschauer ins Innere des Hauses und lässt ihn die draußen vorbeiziehende Courage mit ihrer Tochter durch ein vereistes Fenster beobachten.
„Die Verlorenheit von Mutter und Tochter kommt im Film viel stärker zum Ausdruck. (…) Die Selbstzufriedenheit des Lieds bezieht sich durch die Veränderung der Perspektive direkt auf den Zuschauer. Sein Standpunkt ist innerhalb des Hauses. Dies ist eine Kritik am Rückzug ins private Glück.“
Das zweite und dritte Bild des Dramas hatte Brecht als Doppelszene inszeniert. Die Verfilmung gibt die Gleichzeitigkeit zweier Ereignisse durch Bildteilung wieder. In der dritten Szene wird die Parallelität durch einen Kameraschwenk gezeigt.
Der Film wurde anlässlich des 63. Geburtstags von Brecht am 10. Februar 1961 unweit des Berliner Ensembles im Kino "Oranienburger Tor Lichtspiele" (OTL) in Berlin-Mitte uraufgeführt und in weiteren 14 Kinos der DDR gleichzeitig vorgeführt, nachdem er von einer Kommission des Kulturministeriums abgenommen worden war. Trotz Lobes für die Darstellungsleistung Helene Weigels und der Feststellung, dass sich der Film „durch ein hohes künstlerisches Niveau“ auszeichne, wurden auch Vorbehalte in Richtung auf Formalismusvorwürfe geäußert.
Friedrich Luft, damals einer der wichtigsten Theaterkritiker im Westen, hielt das Experiment der Übertragung des Verfremdungseffekts auf den Film für gescheitert. Der Zuschauer werde nicht vom Geschehen erfasst, er werde „in drei langen Stunden im Kino immer wieder aus der Illusion entlassen. Die drei Stunden werden ihm so wie sechs.“ Laut Spiegel hielt sich der Publikumserfolg in Grenzen, nach 7 Tagen sei der Film aus Berlin in ein Kino in Friedrichsfelde verlegt worden. Hauptdarstellerin Helene Weigel räumte ein: „Wir wissen nicht, ob unser Film dem Publikum gefällt. Es wird sich zu ihm hinraufen müssen.“
Andere Angaben über den Publikumserfolg macht Joachim Lang in seiner Untersuchung zum Film: „In 45 Vorstellungen der ersten Woche sahen ihn über 22.000 Zuschauer, was einer Auslastung der Kinos von 81,6 % entspricht. Trotzdem wurde der Film nach einer Woche aus den Berliner Kinos herausgenommen, obwohl die dortige Auslastung 64,2 % betrug.“ Den Grund für die Absetzung konnte die Untersuchung nicht klären.
Die offizielle DDR-Presse reagierte moderat auf das Experiment. Im Neuen Deutschland vom 12. Februar 1961 lobte Henryk Keisch den Film als einen lehrreichen „Versuch, Theatralisches und Filmisches zu einem Bündnis zu führen.“ Sehr positiv äußerte sich Manfred Jelinski in der „Deutschen Filmkunst“. „Für ihn haben Wekwerth und Palitzsch die einzig mögliche Form gefunden, Bertolt Brecht, genauer gesagt, dieses Stück auf die Leinwand zu transportieren.“
Ein interessantes Nachspiel hatte der Film 1977: Laut Unterlagen der DEFA soll Brechtsohn Stefan anlässlich einer Neuverfilmung in den USA 10.000 Dollar für die Vernichtung aller Kopien des Films bis auf eine geboten haben, was von DDR-Regierungsstellen abgelehnt worden sei. Die Rechte am Film blieben bei der DEFA.

### Textausgaben Drama
- Mutter Courage und ihre Kinder. Bühnenfassung des Berliner Ensembles, Henschel, Berlin 1968.
- Bertolt Brecht: Mutter Courage und ihre Kinder. Eine Chronik aus dem Dreißigjährigen Krieg, 66. Auflage, Suhrkamp, Frankfurt am Main 2010 (Erstausgabe 1963), ISBN 978-3-518-10049-3 (edition suhrkamp 49).
- Bertolt Brecht: Mutter Courage und ihre Kinder, in: Werke. Große kommentierte Berliner und Frankfurter Ausgaben (Band 6): Stücke 6 Suhrkamp, Berlin / Frankfurt am Main 1989, ISBN 978-3-518-40066-1, S. 7–86.
- Bertolt Brecht; Jan Esper Olsson (Hrsg.): Mutter Courage und ihre Kinder – Historisch-kritische Ausgabe, Liber Läromedel, Lund 1981, ISBN 91-40-04767-9.

### Verfilmung
- Drehbuch zum Film „Mutter Courage“; in: Werke. Große kommentierte Berliner und Frankfurter Ausgaben (Band 20): Prosa 5, Anhang Drehbücher, Suhrkamp, Berlin / Frankfurt am Main 1989, ISBN 3-518-40020-7, S. 215–384
- Bertolt Brecht: Der Courage-Film (Kurze Zusammenfassung); in: Werke. Große kommentierte Berliner und Frankfurter Ausgaben (Band 20): Prosa 5, Anmerkungen, Suhrkamp, Berlin / Frankfurt am Main 1989, ISBN 3-518-40020-7, S. 582–587
- Bertolt Brecht: Wie muss die „Mutter Courage“ verfilmt werden? in: Werke. Große kommentierte Berliner und Frankfurter Ausgaben (Band 20): Prosa 5, Anmerkungen, Suhrkamp, Berlin / Frankfurt am Main 1989, ISBN 3-518-40020-7, S. 587–590
- Bertolt Brecht: Neuerungen im COuragefilm; in: Werke. Große kommentierte Berliner und Frankfurter Ausgaben (Band 20): Prosa 5, Anmerkungen, Suhrkamp, Berlin / Frankfurt am Main 1989, ISBN 3-518-40020-7, S. 590–591
- Mutter Courage und ihre Kinder, DEFA-Film 1959/60, nach einer Inszenierung von Bert Brecht und Erich Engel im Berliner Ensemble, mit Helene Weigel, Angelika Hurwicz, Ekkehard Schall, Heinz Schubert, Ernst Busch und weiteren Ensemblemitgliedern, Film-Regie: Peter Palitzsch und Manfred Wekwerth, Musik Paul Dessau

### Sekundärliteratur
- Bertolt Brecht: Texte zu Stücken, Schriften 4, in: Berliner und Frankfurter Ausgabe Bd. 24, Berlin, Frankfurt am Main 1991
- Bertolt Brecht: Couragemodell 1949. in: Schriften 5, Berliner und Frankfurter Ausgabe Bd. 25, Berlin, Frankfurt am Main 1994, S. 169–398
- Bertolt Brecht: Briefe 2, Berliner und Frankfurter Ausgabe Band 29
- Kenneth R. Fowler: The Mother of all Wars: A Critical Interpretation of Bertolt Brecht's Mutter Courage und ihre Kinder. Department of German Studies, McGill University Montreal, August, 1996, A thesis subntitted to the Faculty of Graduate Studies and Research in partial fulfilment of the requirements of the degree of Doctor of Philosophy
- Werner Hecht: Materialien zu Brechts „Mutter Courage und ihre Kinder“, Frankfurt am Main 1964
- Manfred Jäger: Zur Rezeption des Stückeschreibers Brecht in der DDR. Text + Kritik. Sonderband Bertolt Brecht 1. (1971), S. 107–118
- Jan Knopf: Brecht-Handbuch, Theater, Stuttgart (Metzler) 1986, ungekürzte Sonderausgabe, ISBN 3-476-00587-9, Anmerkungen zur Mutter Courage S. 181–195
- Joachim Lang: Episches Theater als Film: Bühnenstücke Bertolt Brechts in den audiovisuellen Medien, Königshausen & Neumann 2006, ISBN 3-8260-3496-1, ISBN 978-3-8260-3496-1
- Karl-Heinz Ludwig: Bertolt Brecht: Tätigkeit und Rezeption von der Rückkehr aus dem Exil bis zur Gründung der DDR, Kroberg im Taunus 1976
- Klaus-Detlef Müller: Brechts "Mutter Courage und ihre Kinder". Suhrkamp Verlag, Frankfurt, 1982. ISBN 3-518-38516-X (umfangreicher Sammelband mit Aufsätzen und anderen Materialien)